# How to Succeed in Business Without Really Trying
How to Succeed in Business Without Really Trying è un musical di Frank Loesser e libretto di Abe Burrows, Jack Weinstock e Willie Gilbert, tratto dall'omonimo romanzo di Shepherd Mead (1952). Il musical ha vinto il Premio Pulitzer per la drammaturgia e sette Tony Awards, tra cui miglior musical, ed è rimasto in scena per 1417 repliche. Il musical racconta del giovane e ambizioso J. Pierrepont Finch che, con l'aiuto del libro How to Succeed in Business Without Really Trying, fa carriera da semplice lavavetri a direttore della World Wide Wicket Company.
Nel 1967 ne è stato un adattamento cinematografico, Come far carriera senza lavorare con la regia di David Swift.

## Numeri musicali
- Overture
- How to Succeed - J. Pierrepont Finch
- Happy To Keep His Dinner Warm - Rosemary Pilkington
- Coffee Break - Smitty, Bud Frump e coro
- Company Way - Finch e Twimble
- Company Way (Reprise) - Bud, Twimble e cast
- A Secretary is Not a Toy - Bratt, Budn
- Been a Long Day - Smitty, Finch e Rosemary
- Been a Long Day (Reprise) - Bud, J.B. Biggley e Hedy LaRue
- Grand Old Ivy - Finch e Biggley
- Paris Original - Rosemary, Smitty, Miss Jone e ragazze
- Rosemary - Finch e Rosemary
- Act I Finale - Finch, Rosemary e Bud

- Cinderella, Darling - Smitty e ragazze
- Happy To Keep His Dinner Warm (Reprise) - Rosemary
- Love From a Heart of Gold - Biggley ed Hedy
- I Believe in You- Finch e uomini
- I Believe in You (Reprise) - Rosemary
- Brotherhood of Man - Finch, Wally Womper, Miss Jones e uomini
- Company Way (Finale) - Cast

## Cast
| Production            | J. Pierrepont Finch      | Rosemary Pilkington | Bud Frump             | J.B. Biggley     | Smitty               | Hedy LaRue        | Miss Jones    | Bert Bratt       | Mr. Twimble  | Book Voice      |
| --------------------- | ------------------------ | ------------------- | --------------------- | ---------------- | -------------------- | ----------------- | ------------- | ---------------- | ------------ | --------------- |
| Broadway, 1961        | Robert Morse             | Bonnie Scott        | Charles Nelson Reilly | Rudy Vallee      | Claudette Sutherland | Virginia Martin   | Ruth Kobart   | Paul Reed        | Sammy Smith  | Carl Princi     |
| Londra, 1963          | Warren Berlinger         | Patricia Michael    | David Knight          | Billy De Wolfe   | Josephine Blake      | Eileen Gourlay    | Olive Lucius  |                  |              |                 |
| Broadway, 1995        | Matthew Broderick        | Megan Mullally      | Jeff Blumenkrantz     | Ronn Carroll     | Victoria Clark       | Luba Mason        | Lillias White | Jonathan Freeman | Gerry Vichi  | Walter Cronkite |
| Tour americano, 1996  | Ralph Macchio            | Shauna Hicks        | Roger Bart            | Richard Thomsen  | Susann Fletcher      | Pamela Blair      |               |                  |              | Walter Cronkite |
| Broadway, 2011        | Daniel Radcliffe         | Rose Hemingway      | Christopher Hanke     | John Larroquette | Mary Faber           | Tammy Blanchard   | Ellen Harvey  | Michael Park     | Rob Bartlett | Anderson Cooper |
| Sostituzioni notevoli | Nick Jonas, Darren Criss | Rose Hemingway      | Michael Urie          | Beau Bridges     | Sara Jean Ford       | Tammy Blanchard   | Ellen Harvey  | Michael Park     | Rob Bartlett | Anderson Cooper |
| Londra, 2015          | Jonathan Groff           | Cynthia Erivo       | Ashley Robinson       | Clarke Peters    | Amy Ellen Richardson | Hannah Waddingham |               |                  | Clive Rowe   |                 |